# Volkswagen Polo Cup South Africa
Der Volkswagen Polo Cup South Africa ist eine seit 2006 in Südafrika durchgeführte Tourenwagen- und Markenpokal-Rennserie. Renngerät ist der VW Polo in der jeweils aktuellen Version.

## Geschichte

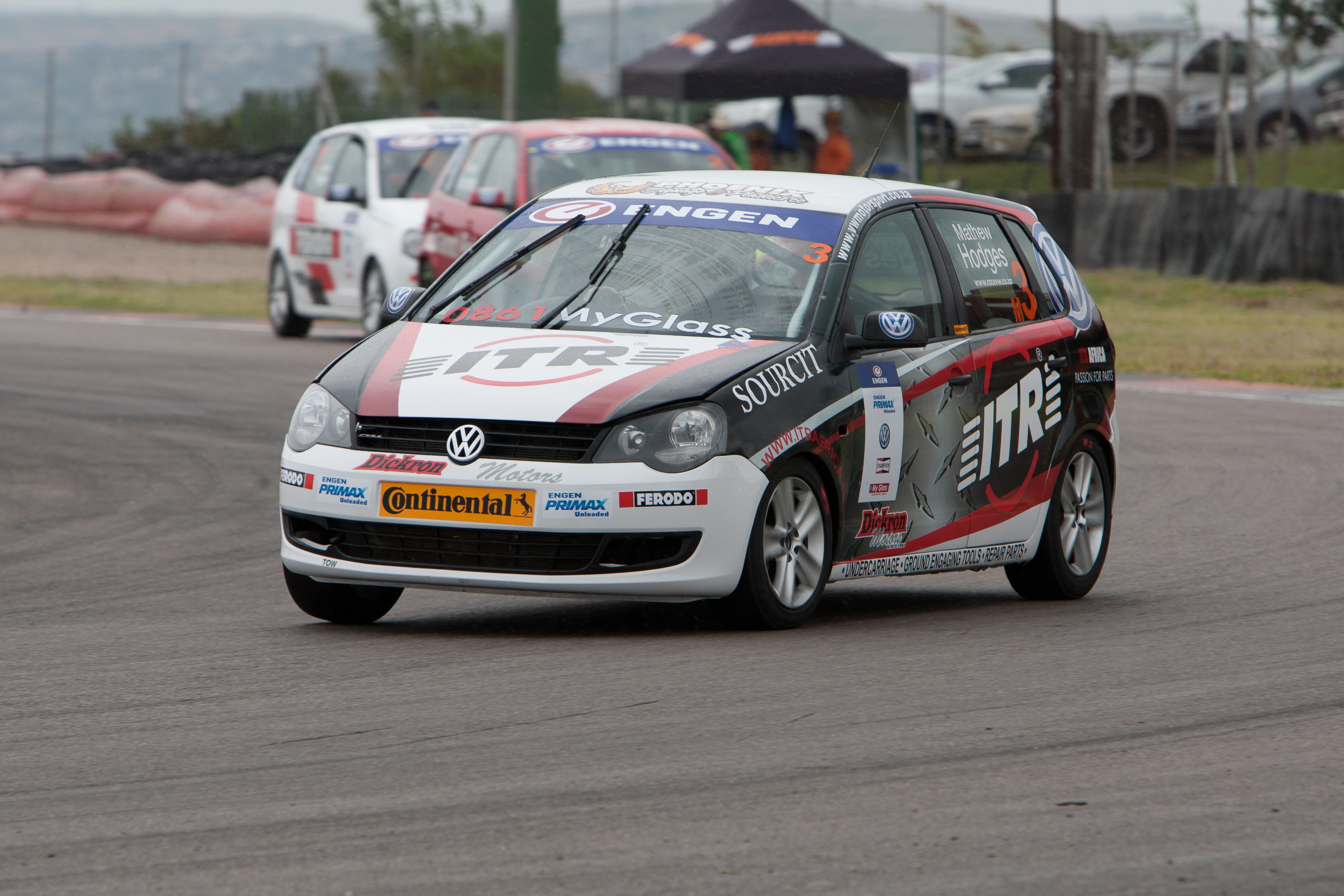
Engen Polo Cup 2014

Der Markenpokal wurde 2006 erstmals unter der damaligen Bezeichnung Engen Volkswagen Cup ausgeschrieben und existiert (Stand 2024) bis heute. Die Serie trug aufgrund der anfänglichen Sponsoren-Unterstützung des südafrikanischen Ölkonzerns Engen Petroleum bis 2018 dessen Bezeichnung im Namen (Engen Volkswagen Cup, Engen Polo Cup, Engen Polo Cup Series) und wechselte erst ab 2019 auf andere Sponsoren. 2019 unterstützte der Reifenhersteller Falken Tire die Serie. Danach fungierten die Unternehmen Oettinger, CopCare und Aston Energy als Namenssponsoren.

## Technik
Der Volkswagen Polo Cup South Africa ist eine Rennserie, die mit identischen Fahrzeugen vom Typ VW Polo dort ausgetragen wird. Die Serie wird mit der Serienversion des Polo bestritten, diese werden jedoch den Anforderungen des Rennsports entsprechend umgerüstet. Die Motoren werden von VW geleast und dürfen nicht modifiziert werden. In Südafrika zählt die Serie zu den spektakulärsten und unterhaltsamen Rennklassen im Land. Die Rennserie wird auch im Fernsehen live übertragen.

## Sonstiges
Derzeit (Stand 2024) wird lediglich in Indien noch ein Markenpokal mit VW Polos ausgefahren. Daneben gab es in der Vergangenheit auch noch den von 2004 bis 2009 ausgetragenen deutschen ADAC Volkswagen Polo Cup, den 2005 und 2006 ausgetragenen türkischen Volkswagen Polo Ladies Cup und den von 2012 bis 2017 veranstalteten Polo Cup China.